# Boa Vista do Tupim
Boa Vista do Tupim este un oraș în unitatea federativă  Bahia (BA) din Brazilia.